# Ławsk
Ławsk is een plaats in het Poolse district  Grajewski, woiwodschap Podlachië. De plaats maakt deel uit van de gemeente Wąsosz en telt 760 inwoners.